# X (evento)
X (às vezes chamado de "eventos X0") é uma feira comercial realizada anualmente pela Microsoft, apresentando seu portfólio de hardware, software e serviços do Xbox.

## Lista de eventos
| Evento | Datas                       | Local                     | País                    |
| ------ | --------------------------- | ------------------------- | ----------------------- |
| X01    | 16 e 17 de outubro de 2001  | Cannes                    | França                  |
| X02    | 24 e 25 de setembro de 2002 | Sevilha                   | Espanha                 |
| X03    | 16 e 17 de setembro de 2003 | Nice                      | França                  |
| X04    | Nenhum evento realizado     | Nenhum evento realizado   | Nenhum evento realizado |
| X05    | 4 e 5 de outubro de 2005    | Amsterdã                  | Países Baixos           |
| X06    | 29 e 30 de setembro de 2006 | Barcelona                 | Espanha                 |
| X018   | 10 e 11 de novembro de 2018 | Cidade do México          | México                  |
| X019   | 14 e 16 de novembro de 2019 | Copper Box Arena, Londres | Reino Unido             |